# Paraechinus aethiopicus
Espèce
Synonymes
- Hemiechinus aethiopicus

Statut de conservation UICN

 LC  : Préoccupation mineure
Le Hérisson du désert (Paraechinus aethiopicus) est une espèce de hérissons de la famille des Erinaceidae qui vit, comme son nom l'indique, dans les déserts et les steppes arides d'Afrique du Nord et de la péninsule Arabique. Il est appelé aussi Hérisson du désert d'Éthiopie, Hérisson aux longues oreilles ou encore Hérisson oreillard d'Éthiopie.